# Conus excelsus
Espèce
Statut de conservation UICN

 LC  : Préoccupation mineure
Conus excelsus est une espèce de mollusque gastéropode marin appartenant à la famille des Conidae.

## Répartition
Océan Indien et ouest de l’Océan Pacifique.

## Description
- Longueur : 10 cm.